# Nguyễn Phúc Lương Nhàn
Nguyễn Phúc Lương Nhàn (chữ Hán: 阮福良嫻; 13 tháng 1 năm 1838 – 6 tháng 11 năm 1872), phong hiệu Thông Lãng Công chúa (通朗公主), là một công chúa con vua Minh Mạng nhà Nguyễn trong lịch sử Việt Nam.

## Tiểu sử
Hoàng nữ Lương Nhàn sinh ngày 18 tháng 12 (âm lịch) năm Đinh Dậu (năm dương lịch là 1836), là con gái thứ 54 của vua Minh Mạng, mẹ là Tứ giai Huệ tần Trần Thị Huân. Công chúa là con thứ 12 của bà Huệ tần.
Năm Tự Đức thứ 6 (1853), công chúa Lương Nhàn lấy chồng là Phò mã Đô úy Nguyễn Tiến Dinh, người Hương Trà, Thừa Thiên. Phò mã Dinh là con trai của Chưởng vệ sung Đề đốc Nguyễn Tiến Phác, tước phong Ninh Lạc nam, và là cháu nội của Đô đốc Chưởng phủ sự Nguyễn Tiến Lâm, tước phong Ninh Lạc tử. Năm thứ 18 (1865), phò mã mất.
Năm Tự Đức thứ 22 (1869), bà Lương Nhàn được sách phong làm Thông Lãng Công chúa (通朗公主). Công chúa và phò mã có với nhau hai con trai và hai con gái.
Năm Tự Đức thứ 25 (1872), Nhâm Thân, ngày 6 tháng 10 (âm lịch), công chúa Lương Nhàn mất, hưởng dương 36 tuổi, tên thụy là Lệ Nhu (麗柔).